# Agawa (huyện)
Agawa (吾川郡 Agawa-gun) là huyện thuộc tỉnh Kōchi, Nhật Bản. Tính đến ngày 1 tháng 10 năm 2020, dân số ước tính của huyện là 26.201 người và mật độ dân số là 33 người/km2. Tổng diện tích của huyện là 804 km2.